# S21 Flygplatsmotorvägen
S21 Flygplatsmotorvägen (机场高速公路; Jīchǎng gāosùgōnglù) eller Airport Expressway är en motorväg i Peking i Kina. Flygplatsmotorvägen förbinder Pekings internationella flygplats i Shunyidistriktet nordost om centrum med centrala Peking. Vägen är en av Pekings mest trafikerade motorvägar, och är knappt 20 km lång. Hastighetsbegränsningen är 120 km/h för vänsterfilen och 100 km/h för övriga filer.